# Cameraria retusa
Cameraria retusa är en oleanderväxtart som beskrevs av August Heinrich Rudolf Grisebach. Cameraria retusa ingår i släktet Cameraria och familjen oleanderväxter. Inga underarter finns listade i Catalogue of Life.